# Cynanchum leptostephanum
Cynanchum leptostephanum là một loài thực vật có hoa trong họ La bố ma. Loài này được Diels mô tả khoa học đầu tiên năm 1942.